# ヴェッターフーン

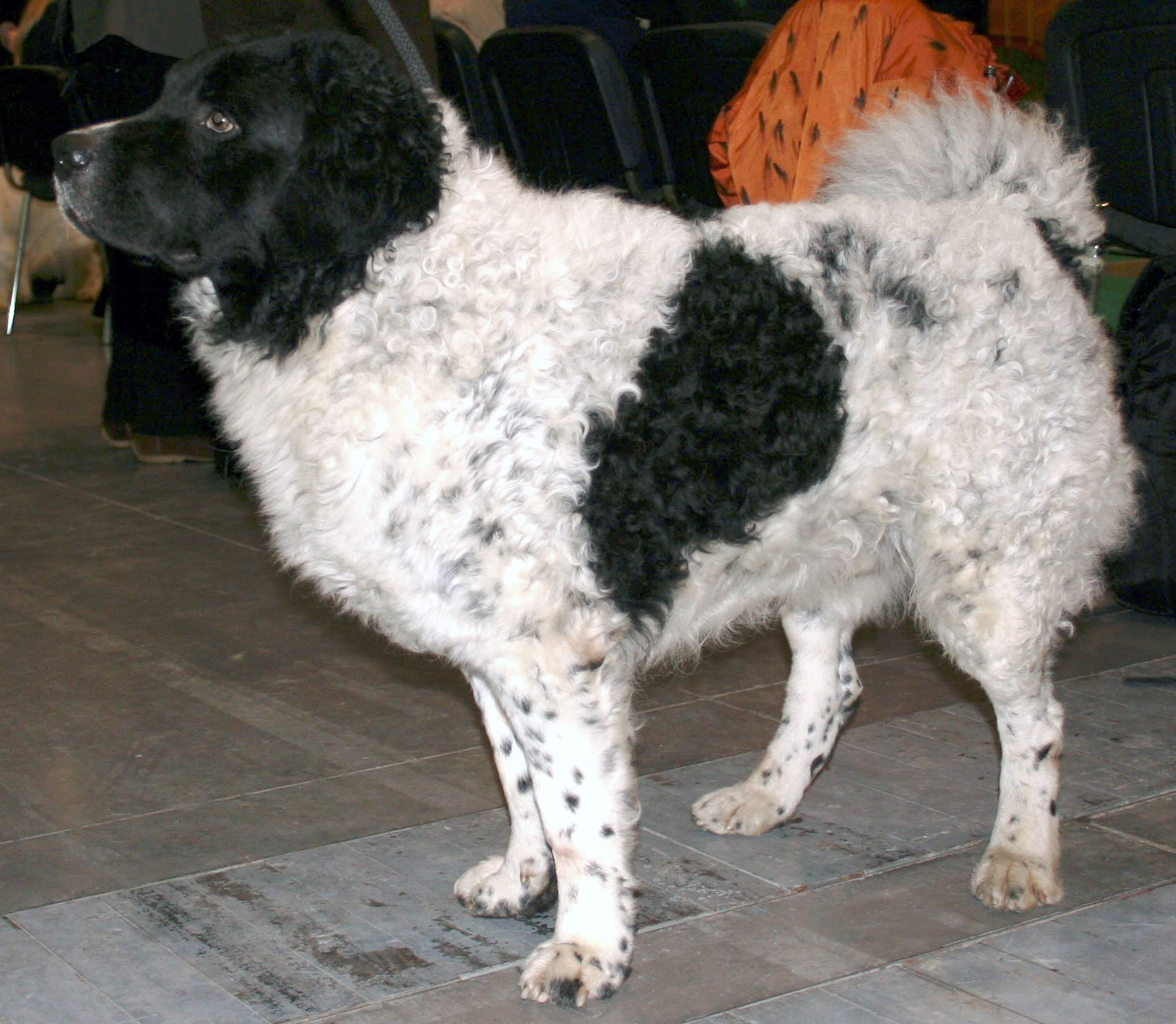
ヴェッターフーン

ヴェッターフーン（英：Wetterhoun）とは、オランダのフリースランド州原産の犬種である。犬種名はウォーターフンド（英：Water Hund）が転訛したものであるといわれている。

## 歴史
およそ400年前に地元の犬やスピッツタイプの犬、ウォータードッグの一種を掛け合わせて作り出された。もとはカワウソ狩りのために使われていたが、カワウソが保護動物となってからは様々な猟に使われるようになった。モグラを掘り起こして退治したり、イタチなどの小型獣をテリアのように地中に潜って捕らえたり、レトリーバーとして様々なものを回収したり、フラッシング・ドッグとして鳥を追い立てたり、番犬として使われたりと、その仕事は非常に多岐にわたった。
もとから希少な犬種で、原産国では血統の管理が厳しく行われている。FCI公認犬種だが、オランダ国外ではほとんど飼育されていない。勿論、2009年現在、日本にも輸入されていない。

## 特徴
がっしりした体格の犬で、容姿は大まかにいうと、ウォータードッグとスピッツタイプの中間である。頭部は大きめでマズルは日本犬のように尖っている。目は小さめで瞳の色は黒（ブラウン）若しくは琥珀色。耳は垂れ耳、尾は巻き尾で脚は短めである。コートはふわふわした短めの巻き毛で、空気を沢山取り込むことが出来るため断熱性・保温性に優れている。又、油分を多めに含んでいるので、水をよくはじく。毛色はホワイトの地にレバーかブラックの斑があるもので、ホワイトの部分にもその色の細かいブチがある。体高は59cm前後で雌は雄よりやや低く、体重は15〜25kgの中型犬である。性格はマイペースで家族に対しては人懐こいが、その他の人に対しては警戒心が強い。しつけの飲み込みや友好性、運動量はごく普通だが、ウォータードッグの血により泳ぐことが大好きである。